# Australothele
Australothele is een geslacht van spinnen uit de familie Dipluridae.

## Soorten
De volgende soorten zijn bij het geslacht ingedeeld:
- Australothele bicuspidata Raven, 1984
- Australothele jamiesoni Raven, 1984
- Australothele maculata Raven, 1984
- Australothele magna Raven, 1984
- Australothele montana Raven, 1984
- Australothele nambucca Raven, 1984
- Australothele nothofagi Raven, 1984